# Fermi Gamma-ray Space Telescope

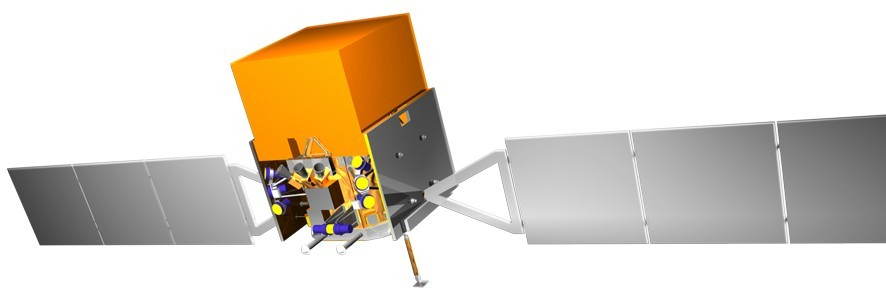
Illustration des FGST-(GLAST)-Satelliten

Das Fermi Gamma-ray Space Telescope (FGST, vormals Gamma-ray Large Area Space Telescope, GLAST) ist ein Weltraumteleskop für die Gammaastronomie. FGST ist ein Gemeinschaftsprojekt der NASA und des US-Energieministeriums, mit weiteren Beteiligungen aus den USA, Frankreich, Deutschland, Japan, Italien und Schweden.
Der Vorschlag für GLAST stammt von Peter F. Michelson und William B. Atwood (1992) – letzterer erhielt dafür den Panofsky-Preis und beide erhielten dafür den Bruno-Rossi-Preis mit dem Team vom Fermi-Teleskop.

## Ziel der Mission
FGST soll Quellen hochenergetischer Gammastrahlen wie aktive galaktische Kerne, Pulsare, stellare schwarze Löcher, Blazare, Supernovaüberreste, Gammablitze, Flares der Sonne und von Sternen finden und ihre Eigenschaften und die der diffusen Gammastrahlung untersuchen. Damit sollen anders nur schwer messbare Eigenschaften zum Beispiel der Magnetfelder in kosmischen Teilchenbeschleunigern oder der infraroten Strahlungsfelder zwischen Gammaquellen und Erde bestimmt werden. Durch die gegenüber früheren Gammateleskopen stark verbesserten Eigenschaften besteht auch Hoffnung auf die Entdeckung neuer Phänomene, so z. B. der Nachweis einer diffusen Hintergrundstrahlung im Gammastrahlungsbereich, der Hinweise auf exotische Teilchen (Neutralino) aus den Vorhersagen der Teilchenphysik geben könnte oder eine Varianz der Lichtgeschwindigkeit bei hochenergetischen Photonen zur Untermauerung der Schleifenquantengravitation.

## Start und Orbit
FGST startete am 11. Juni 2008 um 16:05:00.521 Uhr UTC mit einer Delta II 7920H-10C. Nach 75 Minuten Flugzeit wurde GLAST um 17:20 Uhr UTC in der geplanten kreisförmigen Umlaufbahn in 585 km Höhe mit 28,5° Inklination zum Äquator ausgesetzt. Nach Abschluss einer 60-tägigen Testphase begann dann der wissenschaftliche Einsatz. Am 26. August 2008 wurde der Satellit auf den Namen Fermi Gamma-ray Space Telescope umgetauft, zu Ehren des Kernphysikers Enrico Fermi.

## Technischer Aufbau
FGST hat zwei Instrumente:

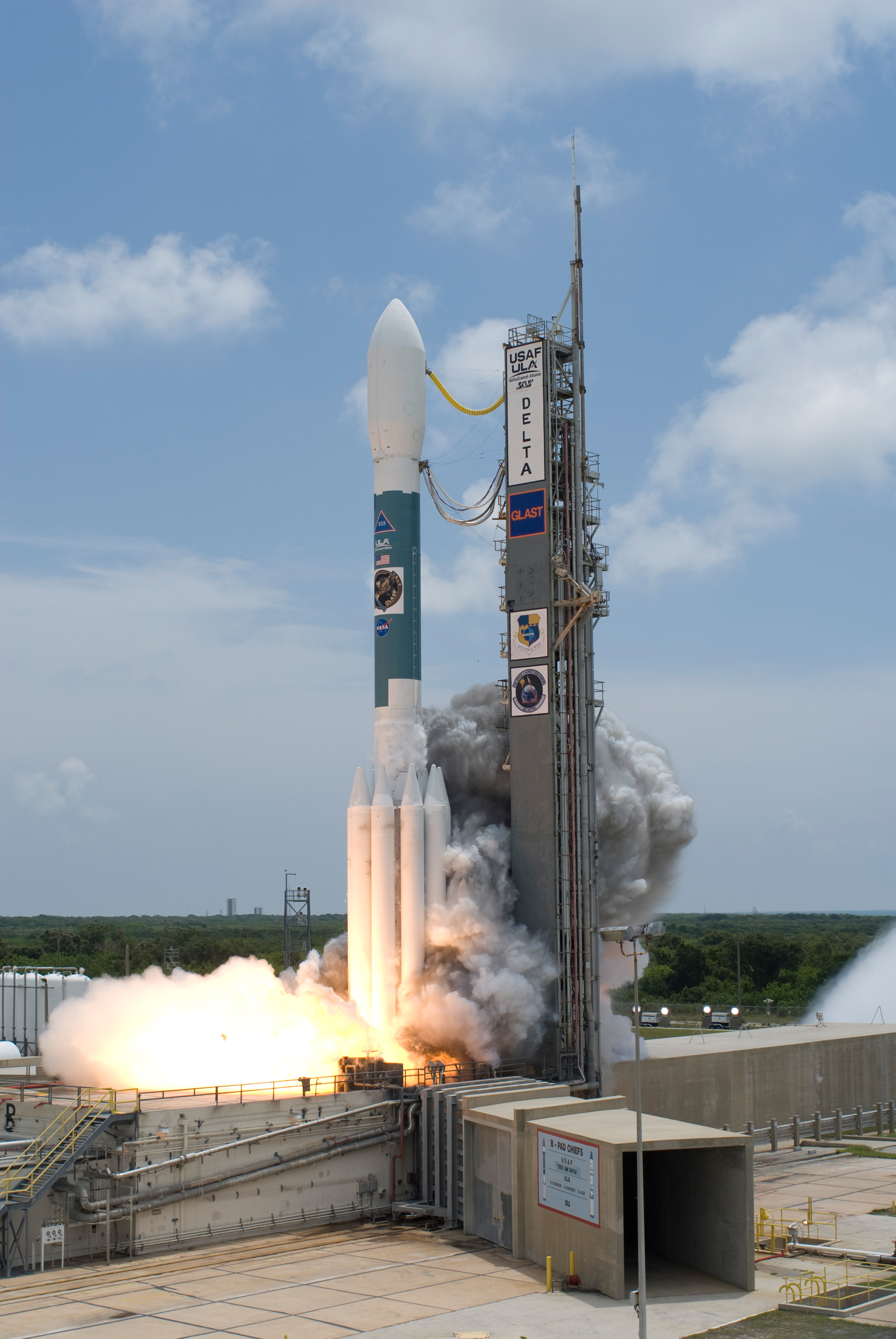
Start von GLAST auf einer Delta-7920H-Rakete

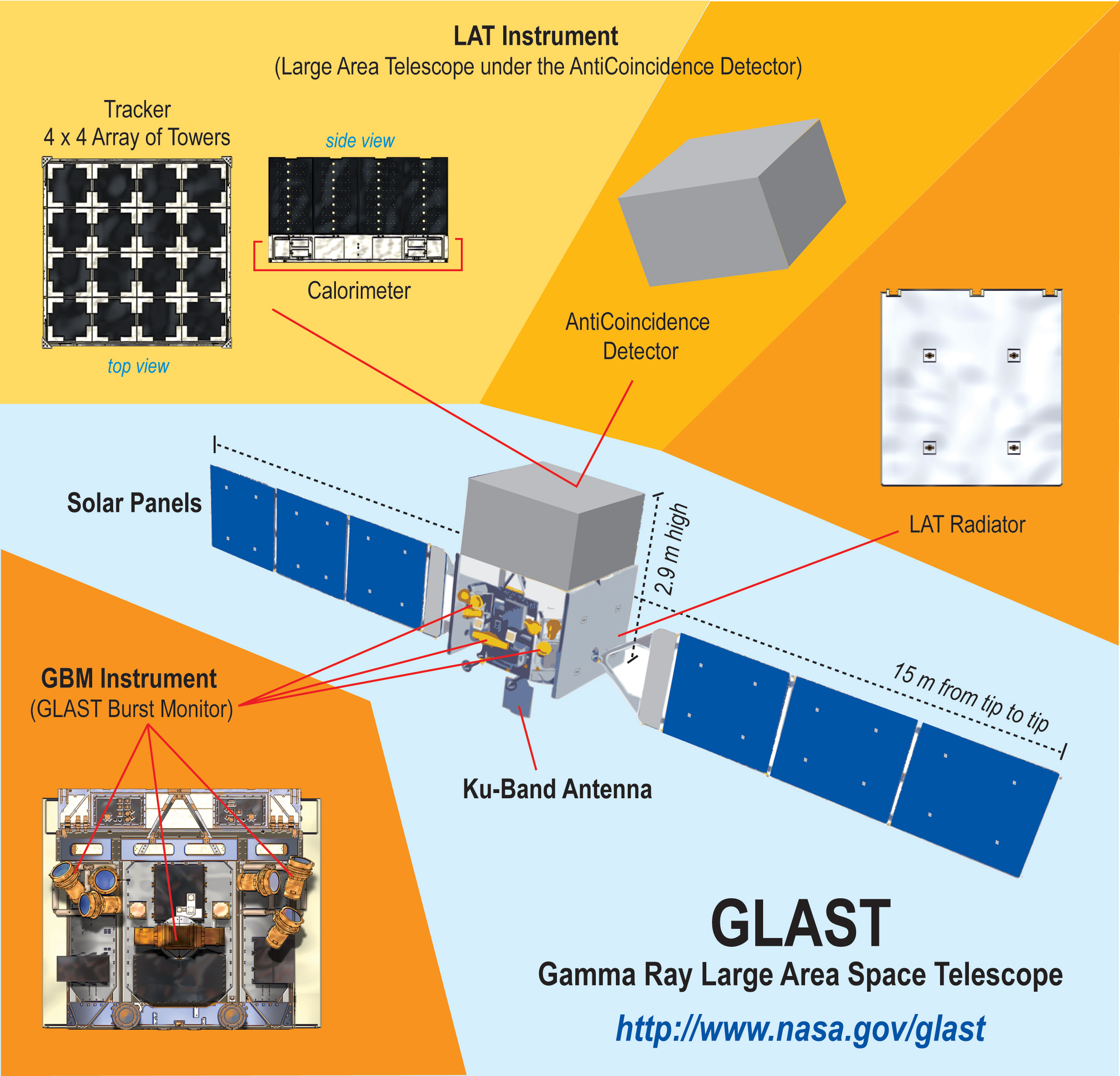
Aufbau von FGST

- Das Large Area Telescope (LAT) ist ein abbildendes Hochenergie-Gammastrahlenteleskop, das mit einem großen Gesichtsfeld ausgestattet ist und im Energiebereich von unter 20 Megaelektronenvolt bis mehr als 300 Gigaelektronenvolt misst. Abgedeckter Energiebereich, Empfindlichkeit, Gesichtsfeld (20 % des Himmels), Winkelauflösung und Zeitauflösung (10 µs) sollen gegenüber dem Vorgängerinstrument EGRET auf dem Compton Gamma Ray Observatory deutlich verbessert sein. Das Instrument besteht aus 16 gleichartigen Teilchenspurdetektoren von jeweils 40 × 40 × 87,5 cm Größe. Diese bestehen wiederum aus dünnen Wolframfolien, an denen sich aus den Gammastrahlen beim Auftreffen Elektron-Positron-Paare bilden. Die Folien sind zwischen 18 übereinander gestapelten Siliziumdetektoren angebracht, mit deren Hilfe die Bahnen der Elektron-Positron-Paare verfolgt werden können. Am Ende der Stapel bestimmt ein Halbleiter-Kalorimeter aus acht Lagen mit jeweils zwölf Cäsiumiodid-Szintillatorstäben und Photodioden als Detektor dann auch die Energie der Teilchen. Um die kosmische Gammastrahlung vom tausendfach höherem Strahlungshintergrund zu unterscheiden, ist das LAT zusätzlich mit einem segmentiert aufgebauten Antikoinzidenzdetektor aus Plastikszintillatoren und Photomultipliern umgeben. Dieses sortiert mit Hilfe von Rechentechnik Einschläge von Teilchenstrahlung (Hadronen) in das LAT aus. Das LAT hat ein Gewicht von drei Tonnen.[4] Es macht somit den größten Teil des Gewichts von GLAST aus.
- Der GLAST Burst Monitor (GBM) zur Suche nach Gammablitzen am gesamten Teil des Himmels, der von der niedrigen Erdumlaufbahn von GLAST aus gesehen nicht von der Erde verdeckt ist. Das GBM besteht hauptsächlich aus zwölf Natriumiodid-Szintillationsdetektoren mit angeschlossenen Photomultipliern und entsprechender Auswerteelektronik. Die Detektoren haben durch die flache Form der Kristalle (Zylinder mit 1,27 cm Höhe und 12,7 cm Durchmesser) eine gewisse Richtungsempfindlichkeit und sind so angebracht, dass sie jeweils in eine andere Richtung weisen. Durch Auswertung der Signale von mehreren Detektoren kann so grob die Richtung (Onboard auf 15°, mit Nachbearbeitung der Signale bis auf 3°) der Gammastrahlenquelle bestimmt werden. Der von diesen Detektoren erfasste Energiebereich ist 10 keV bis 1 MeV.
- Um auch den Energiebereich zwischen dem Erfassungsbereich des LATs und den Natriumiodid-Szintillationsdetektoren des GBM erfassen zu können (also der Bereich zwischen 1 und etwa 20 MeV), ist der GBM noch mit zwei BGO-Szintillationsdetektoren aus 12,7 × 12,7 cm großen Bismutgermanatkristallen (Bi4Ge3O12 → BGO) ausgestattet die zur Registrierung des entstehenden Lichtes je zwei Photomultiplier besitzen. Die beiden nicht richtungsempfindlichen BGO-Szintillationsdetektoren sind an den beiden Seiten von GLAST angebracht und beobachten jeweils eine Hälfte des Himmels.

## Technische Daten
- Masse: 4,5 Tonnen
- Orbit: kreisförmige Bahn in 565 Kilometer Höhe
- Höhe: 2,9 Meter
- Spannweite der Solarzellenflügel: 15 Meter
- Energieversorgung: zwei Solarzellenflügel mit insgesamt 650 Watt Leistung
- Telemetrie: Übermittlung im S-Band und Ku-Band

## Entdeckungen
Fermi entdeckte, dass die in Gewittern entstehende Gammastrahlung zur Bildung von Elektron-Positron-Paaren führt, die in den Weltraum entkommen und entlang der Linien des Erdmagnetfeldes fliegen.
Im August 2017 entdeckte das Teleskop einen kurzen Gammablitz aus der Kollision zweier Neutronensterne, wovon kurz zuvor ein Gravitationswellensignal durch LIGO entdeckt wurde. Das war die erste gleichzeitige Beobachtung eines elektromagnetischen und Gravitationswellensignals von einer gemeinsamen Quelle und der erste Nachweis auf kollidierende Neutronensterne als Ursache von kurzen Gammablitzen.
Siehe auch: Terrestrischer Gammablitz